# Invasion mongole des Kara-Khitans
Invasions mongoles en Asie centrale
L'invasion mongole des Kara-Khitans est une campagne militaire lancée par Genghis Khan, le Khan de l'empire Mongol entre 1216 et 1218. Avant le début de l'invasion, une guerre avec l'empire khorezmien et l'usurpation du pouvoir par le prince Kuchlug, d'origine Naïman, avaient affaibli les Kara-Khitans. Lorsque Kuchlug assiège Almaligh, une ville appartenant aux Karlouks qui sont des vassaux de l'empire mongol, Gengis Khan envoie une armée de 30 000 hommes commandée par Jebe pour attaquer les Khitans. Après sa défaite face aux Mongols devant les murs de Balasagun, la capitale des Khitans, Kuchlug doit faire face à une multiplication des rébellions contre lui, son usurpation du trône n'ayant jamais été acceptée par le peuple. Il finit par s'enfuir vers la région qui correspond actuellement à l'Afghanistan, où il est capturé par des chasseurs badakhshanis en 1218. Ces derniers l'envoient aux Mongols, qui le décapitent. Une des conséquences de leur victoire sur les Kara-Khitans, est que les Mongols ont maintenant une frontière commune avec l'empire khorezmien, qu'ils envahiront en 1219.

## Situation avant le conflit
Après la victoire de Gengis Khan contre les Naimans en 1204, Kuchlug, un prince Naiman, s'enfuit et part se réfugier chez les Kara-Khitans. Yelü Zhilugu, le Gur Khan des Khitans, accueille Kuchlug sur ses terres, fait de lui un de ses conseillers, lui offre un commandement militaire et lui donne sa fille en mariage. Mais, alors que les Khitans sont en guerre contre la dynastie des Khwârezm-Shahs, Kuchlug organise un coup d'état contre Zhilegu et prend le pouvoir. Le Gur Khan reste sur le trône, mais il n'est plus que l'homme de paille du Naiman, et lorsqu'il meurt en 1213, Kuchlug devient le seul et unique maitre du khanat.
D'abord nestorien, Kuchlug c'est converti au bouddhisme après s'être réfugié chez les Khitans. Une fois arrivé au pouvoir, il commence à persécuter les musulmans, qui représentent la majorité de la population, pour les obliger à se convertir au bouddhisme ou au christianisme. Ce mouvement de persécution lui aliène le soutien de la population,. Sans avoir compris la portée de cette première erreur, Kuchlug en commet une seconde en assiégeant Almaligh, une ville appartenant aux Karlouks. Ces derniers, qui sont des vassaux de l'empire mongol, demandent de l'aide à Gengis Khan.

## Invasion
En 1216, avant d'attaquer les Khitans, Gengis demande à Ala ad-Din Muhammad II, le Chah du Khwarezm, de ne pas aider Kuchlug. Ala ad-Din accepte et le Khan envoie 2 tumens mongols, soit à peu près 20 000 soldats, commandés par le général Jebe, pour attaquer les Kara-Khitans, et deux autres tumens commandés par le général Subötaï, pour attaquer en même temps les Merkits,. Les deux armées traversent ensemble les monts Altaï et Tarbagatai, avant d'arriver à Almaligh. Là, les deux généraux se séparent et Subötaï part vers le sud-ouest où il détruit les Merkit. De plus, depuis cette position, il protège Jebe de toute éventuelle attaque venant du Khwarezm,. Pendant ce temps, Jebe part d'Almaligh et prend la direction du lac Balkhach, qui se trouve au cœur du territoire des Kara-Khitans, et assiège Balasagun, leur capitale. Durant ce siège, il inflige une cuisante défaite à une armée forte de 30 000 soldats, ce qui oblige Kuchlug à s'enfuir vers Kachgar. Après la prise de la ville, Jebe tire parti de la grande impopularité de Kuchlug et rallie les musulmans à lui en annonçant la fin des persécutions. C'est ainsi que lorsque les troupes de Jebe arrivent à Kashgar en 1217, la population de la ville, majoritairement musulmane, se révolte contre Kuchlug, qui est obligé de fuir à nouveau,. Jebe poursuit Kuchlug à travers le Pamir, jusqu'au Badakhshan, une région de l'actuel Afghanistan. D'après le chroniqueur Ata-Malik Juvaini, un groupe de chasseurs locaux capturent Kuchlug et l’amènent jusqu'aux Mongols, qui le décapitent immédiatement.

## Conséquences
Après la mort de Kuchlug, l'empire mongol annexe la quasi-totalité des territoires des Kara-Khitans. Une partie des Kara-Khitans continuent d'exister de manière semi-autonome, au Kirman, sous le règne d'une dynastie fondée par Buraq Hajib. Cette dynastie fait rapidement sa soumission aux Mongols et devient une de leurs vassales. Elle est détruite pendant le règne d'Oldjaïtou, huitième représentant de la dynastie des Ilkhanides. Dès lors, les Mongols prennent pied en Asie centrale et ont une frontière commune avec l'empire khorezmien. Les relations entre ces nouveaux voisins se dégradent très rapidement, ce qui entraine l'Invasion mongole de l'empire Khorezmien.